# Morne Gardier
Morne Gardier är ett berg i Martinique.  Det ligger i den södra delen av Martinique, 13 km söder om huvudstaden Fort-de-France. Toppen på Morne Gardier är 401 meter över havet.